# Buhai, Rozdilna
Buhai (în ucraineană Бугай) este un sat în comuna Stepanivka din raionul Rozdilna, regiunea Odesa, Ucraina.

## Demografie
Componența lingvistică a localității Buhai
     Ucraineană (69,23%)
     Rusă (23,08%)
     Română (7,69%)
Conform recensământului din 2001, majoritatea populației localității Buhai era vorbitoare de ucraineană (69,23%), existând în minoritate și vorbitori de rusă (23,08%) și română (7,69%).